# スタラ・ザゴラ
スタラ・ザゴラ（ブルガリア語: Ста̀ра Заго̀ра、ラテン文字転写: Stara Zagora）は、ブルガリア中南部の都市。地元の商工会議所によれば、8000年の歴史を持つ、ヨーロッパで最も古い町のひとつだといわれている。スタラザゴラはブルガリアでも有名なビールの名前にもなっている。

## 地理と気候
スタラ・ザゴラはスタラ・ザゴラ州の州都であり、首都のソフィアから231キロメートル離れている。歴史的にトラキアと呼ばれる地方に位置する。人口約16万人。地中海性気候に属し、年間平均気温は摂氏13度。

## 歴史

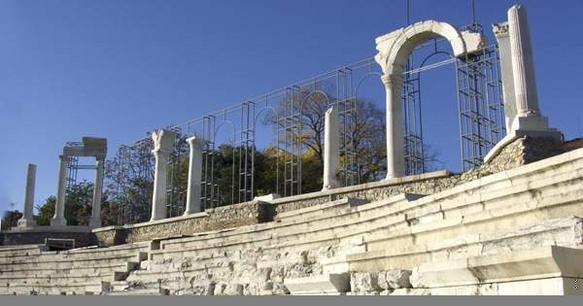
古代ローマの劇場

スタラ・ザゴラはブルガリア、そしてヨーロッパ全体で見ても最も古い部類に属する都市であり、紀元前6世紀から紀元前5世紀にかけてトラキア人によって築かれ、「ベロエ」（Beroe、「鉄」の意）と呼ばれていた。新石器時代の居住区と銅鉱が見つかっており、古代から鉱山都市であったと考えられている。
ローマ帝国の支配下では、町はローマ皇帝トラヤヌスの名をとって「アウグスタ・トラヤナ」（Augusta Trajana）と呼ばれた。 東ローマ帝国の時代には。町の名は女帝エイレーネーの名をとって「イリノポリス」（Irinopolis）と名づけられた。町はブルガール族の攻撃に備えて改修されたが、717年にブルガールの支配下となった。ブルガールの支配下となった町はテルヴェル・ハーンのものとなり、この一帯の地方はブルガリア帝国で初のバルカン山脈以南の領土となった。町の名はボルイ（Boruy）となった。
1122年、スタラ・ザゴラ（当時の名はベロイア、Beroia）は東ローマ帝国と、東方から侵入したペチェネグ族との戦場となった。（ベロイア戦争 Battle of Beroia）
1371年、スタラ・ザゴラはオスマン帝国の支配下となった。1840年町の名は、それまでのトルコ語の名前「エスキザーラ」(トルコ語:Eskizağra)に替わって「ベロエ」をスラヴ語に訳した「ジェレズニク」（ブルガリア語:Железник、ラテン文字転写Zheleznik）に改められた。1870年には再び改称され「スタラ・ザゴラ」となった。1878年のブルガリア公国の成立後、スタラ・ザゴラを含む地方はいったん東ルメリ自治州へと編入された。のちに同自治州がブルガリアに併合されたのに伴ってスタラ・ザゴラはブルガリアに復帰した。

### 人口の推移
| 年            | 人口    |
| ------------- | ------- |
| 1875年        | 23,000  |
| 1884年        | 15,500  |
| 1901年–1913年 | 27,000  |
| 1934年        | 34,000  |
| 1940年        | 40,000  |
| 1956年        | 56,000  |
| 1965年        | 87,000  |
| 1968年        | 100,000 |
| 1975年        | 122,000 |
| 1985年        | 157,000 |
| 1992年        | 162,000 |
| 2002年        | 164,000 |

## 出身者
- アンナ・トモワ＝シントウ - ソプラノ・オペラ歌手
- ヴェッセリーナ・カサロヴァ - メゾソプラノ・オペラ歌手。
- キリル・フリストフ - 作家
- アネリア - ポップ・フォーク歌手
- マリア - ポップ・フォーク歌手
- ウスタタ - ラッパー

## トリビア
- 南極のリヴィングストン島にあるベロー山（Beroe Hill）はスタラ・ザゴラの古名ベロエにちなんでつけられた。

## 姉妹都市
- バレイロ、ポルトガル
- en:Downpatrick、イギリス
- クルシェヴァツ、セルビア
- ラリサ、ギリシャ
- ラドム、ポーランド
- サマーラ、ロシア
- シェフィールド、イギリス